# Skiippagurra
Skiippagurra ist ein Dorf in der Gemeinde Tana im Fylke Finnmark in Norwegen. Das Dorf liegt östlich des Flusses Tanaelva, ungefähr 4 km südlich des administrativen Zentrums Tana bru
Das Dorf hatte 2008 254 Einwohner und liegt 34 m über dem Meer.
Von 2003 bis 2011 fand in Skiippagurra ein jährliches Festival statt, das den Namen des Orts trug.